# مارينا واتانابي
مارينا واتانابي (باليابانية: 渡辺満里奈؛ بالكانا: わたなべ まりな) هي تارينتو ومغنية وممثلة يابانية، ولدت في 18 نوفمبر 1970 في أوتا في اليابان.

## وصلات خارجية
- مارينا واتانابي على موقع IMDb (الإنجليزية)
- مارينا واتانابي على موقع ميوزك برينز (الإنجليزية)
- مارينا واتانابي على موقع ديسكوغز (الإنجليزية)
- مارينا واتانابي على موقع قاعدة بيانات الفيلم (الإنجليزية)